# Pierre Gourdault
Ne doit pas être confondu avec Marius Gourdault.
Pour les articles homonymes, voir Gourdault.

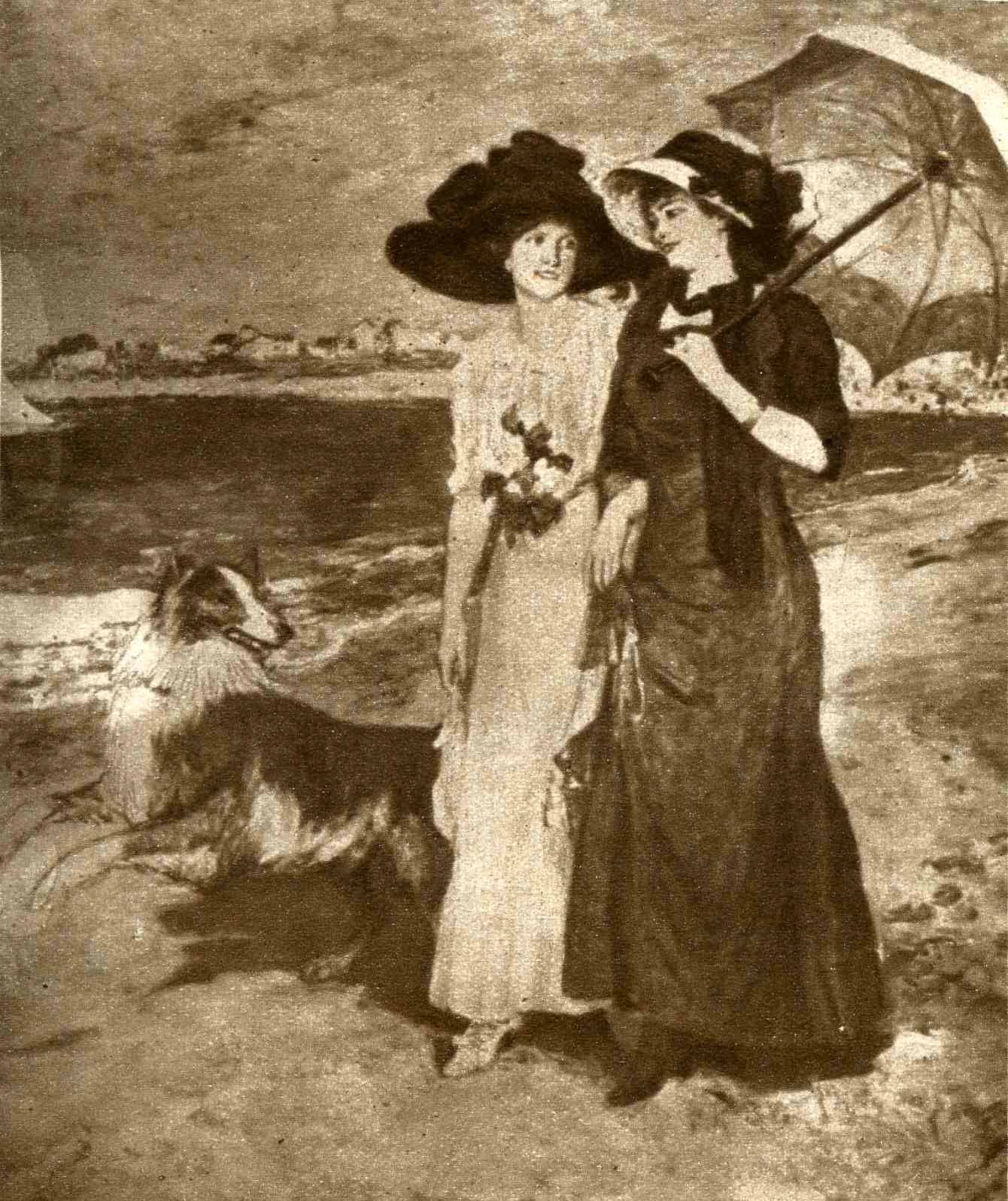
Promenade sur la plage (1912)

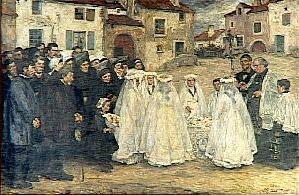
Enterrement dans les Deux-Sèvres (1910)

Pierre J.- A. Gourdault est un peintre français (1880 - 1915), mort prématurément au cours de la Première Guerre mondiale, alors que sa notoriété s'affirmait déjà.

## Biographie
Il naît le 18 mai 1880, dans le 13e arrondissement, à Paris. Il décède des suites de blessures de guerre, le 5 janvier 1915 à l'hôpital militaire de Givenchy-le-Noble. Il est le fils de Pierre Gourdault et Léonie Marie Fonsse. 
Il est l'élève de Marcel-André Baschet (1862-1941), peintre portraitiste français, des célébrités de l'époque (Sources : Archives communales).

## Son œuvre
Sa participation à l'exposition hispano-française de Saragosse de 1908, permet de renforcer les liens économiques entre les deux pays. 

« ... Il fallait donc dire quelque chose dans un seul et même langage, qui ne fût ni l'une ni l'autre langue, pour être compréhensible à la fois pour la foule qui passerait. On s'arrêta à l'idée de deux tableaux peints à l'huile dont le secrétaire de l'Union, M. Jules Bloch qui en avait suggéré l'idée, confia l'exécution, sous sa direction, à M. Gourdault, jeune peintre de talent, ancien prix de Rome. L'un des tableaux représentait une gare sur bord d'une rade. Au fronton de cette gare frontière, les deux drapeaux espagnol et français claquaient au vent. La rade était pleine de grands vapeurs chargeant et déchargeant de nombreux ballots ; la gare était encombrée de wagons pleins de fruits, de caisses d'oranges, raisins, etc. avec un peuple de coltineurs travaillant ferme. Et par-dessus la fumée d'un train qui filait vite à sa destination, la France, un soleil merveilleux resplendissait. Il était en effet merveilleux, ce soleil, car dans son éclaboussement d'or, au zénith du tableau, il portait ces mots : "Ayer, el commercio Franco-Espanol", écrits en lettres d'or sur un ruissellement de doublons et de louis qui se projetaient en gerbes avec une respectable liasse de billets de mille. Et afin que nul n'en ignorât, un cartouche portait en deux langues l'explication de cet Hier si beau d'activité et de fortune, dans un style aussi concis que possible. "Hier 1872-1892". "Pendant cette période les relations commerciales entre l'Espagne et la France étaient très actives en raison des tarifs douaniers réciproquement favorables. Les échanges ce sont élevés jusqu'à 643 millions de francs". (voir 1886). L'autre tableau, faisant pendant à ce premier, nous donnait la même gare au de la même rade. Mais la gare est vide... »

— (Sources : Exposition hispano-française de Saragosse de 1908).
À deux reprises il avait été logiste pour le prix de Rome. Enterrement dans les Deux-Sèvres avait été remarqué en 1910. En 1912, Promenade sur la plage lui valut le prix national du Salon.
Auteur de L'entrée d'un troupeau de moutons dans une ville d'Espagne (1912), conservé avenue Léon-Gourdault à Choisy-le-Roi, Grand prix du salon de 1912. L'artiste en fit don à la commune de Choisy-le-Roi (Sources : Patrimoine de France). Œuvre majeure : Le Paysan de Sègovie (1912). 
Également l'auteur de 'Portrait de M.Charles Prèvet, sénateur' (1906), 'Une place à Tunis' (1906), 'Le moulin à vent' (1907), 'La rentrée au clair de lune' (1909), 'Portrait de M.Simu' (1909), 'Chez l'antiquaire' (1910), 'Pendant la messe' (1911), 'Le Bon-Sadia' (1913), 'Bédouine' (1913), 'Portrait de Mme Moignet', 'Boucherie arabe', 'Musiciens arabes', 'Pèlerins à Kairouan', 'Bords de mer aux environs de Tunis', Café arabe', Une rue à Tunis', 'Le monastère près de la cathédrale', 'Course de taureaux' (anciennement au musée Simu de Bucarest), 'Le marché à Tolède' (musée Simu), 'Au thé' (musée Simu'), 'Profil' (musée Simu), 'L'an mil' (musée Simu).[réf. nécessaire]
Attiré par l'Afrique, il avait eu pendant deux ans son atelier à Tunis. C'est de cette période que datent Caravane dans l'oued de Gafsa, Oliviers à Sidi-bou-Saïb ou les Cavaliers arabes.

## Sa mort
Artiste peintre, soldat de 2e classe (caporal certainement à titre posthume) au 4e régiment de zouaves, 24e compagnie, sous le no 1000, il tombe au champ d'honneur, en décembre 1914 (Sources : archives militaires et acte de décès). 
[Il] a été frappé le 28 décembre 1914 par un obus à la tête. Ses camarades voulant le transporter dans une civière, il refuse, veut gagner l'ambulance à pied. Mais il s'étonne d'être dans l'obscurité, demande pourquoi il fait si sombre. On s'aperçoit qu'il doit être aveugle. On le rassure cependant et on l'accompagne à l'arrière. Il devait mourir huit jours plus tard, le 5 janvier 1915.
Une exposition posthume de ses œuvres fut organisée du 11 au 30 avril 1919, au cours de laquelle M. le Président de la République, s'avançant vers le portrait que l'artiste fit de lui-même (Autoportrait en Zouave) à la veille de son départ aux Armées, fixa la croix de la Légion d'honneur sur le rebord du cadre. Décoré de la croix de guerre. (Sources : Guerre de 1914 - 1918, tableau d'honneur, morts pour la France).